# Michael Kovats
Pour les articles homonymes, voir Kovats.
Michael Kovats de Fabriczy, né Mihály Kováts de Fabriczy en 1724 à Karcag et mort le 11 mai 1779 lors du siège de Charleston, est un soldat de cavalerie hongrois.
Après avoir notamment servi dans l'armée prussienne, il intègre l'Armée continentale et participe à la guerre d'indépendance des États-Unis.
Il est, avec Casimir Pulaski, considéré comme le « père de la cavalerie américaine ».